# シュミット・パール
シュミット・パール（ハンガリー語: Schmitt Pál, ハンガリー語: [ˈʃmitt ˈpaːl], 1942年5月13日 - ）は、ハンガリーの政治家、元フェンシング選手。同国第4代大統領を務めたが、論文盗用の疑惑で辞任。ハンガリーオリンピック委員会会長の他、駐スペイン大使も歴任。
母国語のハンガリー語に加え、英語、ドイツ語、フランス語、スペイン語、ロシア語が堪能。

## 経歴
ブダペストの中流家庭で生まれ育った。1955年にフェンシングを初めて以降、国内選手権大会で数回優勝。1960年に高校を卒業後、ブダペシュト・コルヴィヌス大学で国内貿易の学位を取得して卒業。1968年からハンガリー代表フェンシング選手としてオリンピックに数回出場。1968年と1972年のオリンピックではエペ団体で金メダルを獲得。1977年に現役引退を遂げるまで、国内成績2位を維持し続けた。
1999年から2007年まで、世界オリンピアン協会会長を務めた。1993年から数年間、駐スペイン及びスイス大使も歴任している。2002年、シュミットはブダペスト市長選挙に立候補するも落選。2003 年に、フィデスの副党首となる。2009のハンガリー欧州議会選挙でフィデス所属として出馬。欧州議会議員と同時に、欧州議会副議長に選出された。2010年ハンガリー議会選挙後、国会議長に短期間就任。
国会で行われた2010年の大統領選挙で、対抗馬のバログ・アンドラーシュとの一騎打ちでハンガリー大統領に322票中263票で当選が確定。大統領就任後、2012年に発効したハンガリー基本法の署名も行っている。
2010年12月31日までにシュミットは国会で採決された約100の法案に署名した。シュミットは在任中に法案拒否権を行使することなく、憲法裁判所に司法審査させることもなかった。2012年1月11日に、同国の雑誌社がシュミットがセンメルヴェイス大学での博士論文にてブルガリアのスポーツ専門家のニコライ・ゲオルギエフの『オリンピック競技大会の分析』からの盗作を行っていると告発。直後に大統領府はこの告発は事実でないと声明を出した。しかし、ゲオルギエフの著作だけでなくドイツのスポーツ社会学者クラウス・ハイネマンによって書かれた著作からも盗作していた事が発覚。盗作疑惑で追い込まれたシュミットは、2年間の大統領職に幕を下ろした。2014年3月22日にシュミットはテレビでの短いインタビューで博士取得は断念し、SDGsによるスポーツの影響についての論文でセンメルヴェイス大学の学位取得を目指すと語った。
大統領辞任後もIOC会員の座は維持 。2018年10月にブダペストで開催されたレスリング世界選手権にもトーマス・バッハ会長に同行した。